# Adraga australis
Adraga australis är en tvåvingeart som beskrevs av James 1948. Adraga australis ingår i släktet Adraga och familjen vapenflugor. Inga underarter finns listade i Catalogue of Life.